# Abrams Battle Tank
Abrams Tank Battle, é um jogo desenvolvido pela Dynamix e publicado pela Electronic Arts em 1988 para as plataformas DOS e Sega Mega Drive. Desenhado por Damon Slye, o jogo é uma simulação 3D tanque de guerra M1 Abrams, um dos primeiros no mercado.
A transferência do DOS para o Sega Mega Drive, foi realizada pela Real Time Software Ltd no Reino Unido. Utilizando os seus próprios jogos em motores 3D, que foi anteriormente utilizado em Carrier Command, com alguns ajustes para se adaptar ao Mega Drive e as necessidades do cenário de tanque.
Embora a simulação retrata as quatro posições da tripulação, o jogo não é na verdade muito realista, as missões possuem uma sequência de ações a executar. Os gráficos foram muito bons para o seu tempo, mas obteve opiniões variadas, com muitos jogadores a apreciar o "fator diversão" introduzido pela falta de realismo.